# Давеливил (Квебек)
Давеливил (фр. Daveluyville) је град у Канади у покрајини Квебек. Према резултатима пописа 2011. у граду је живело 966 становника.

## Становништво
Према резултатима пописа становништва из 2011. у граду је живело 966 становника, што је за 3,9% мање у односу на попис из 2006. када је регистровано 1.005 житеља.
| 2006. | 2011. |
| ----- | ----- |
| 1.005 | 966   |